# Herbert von Reyl-Hanisch

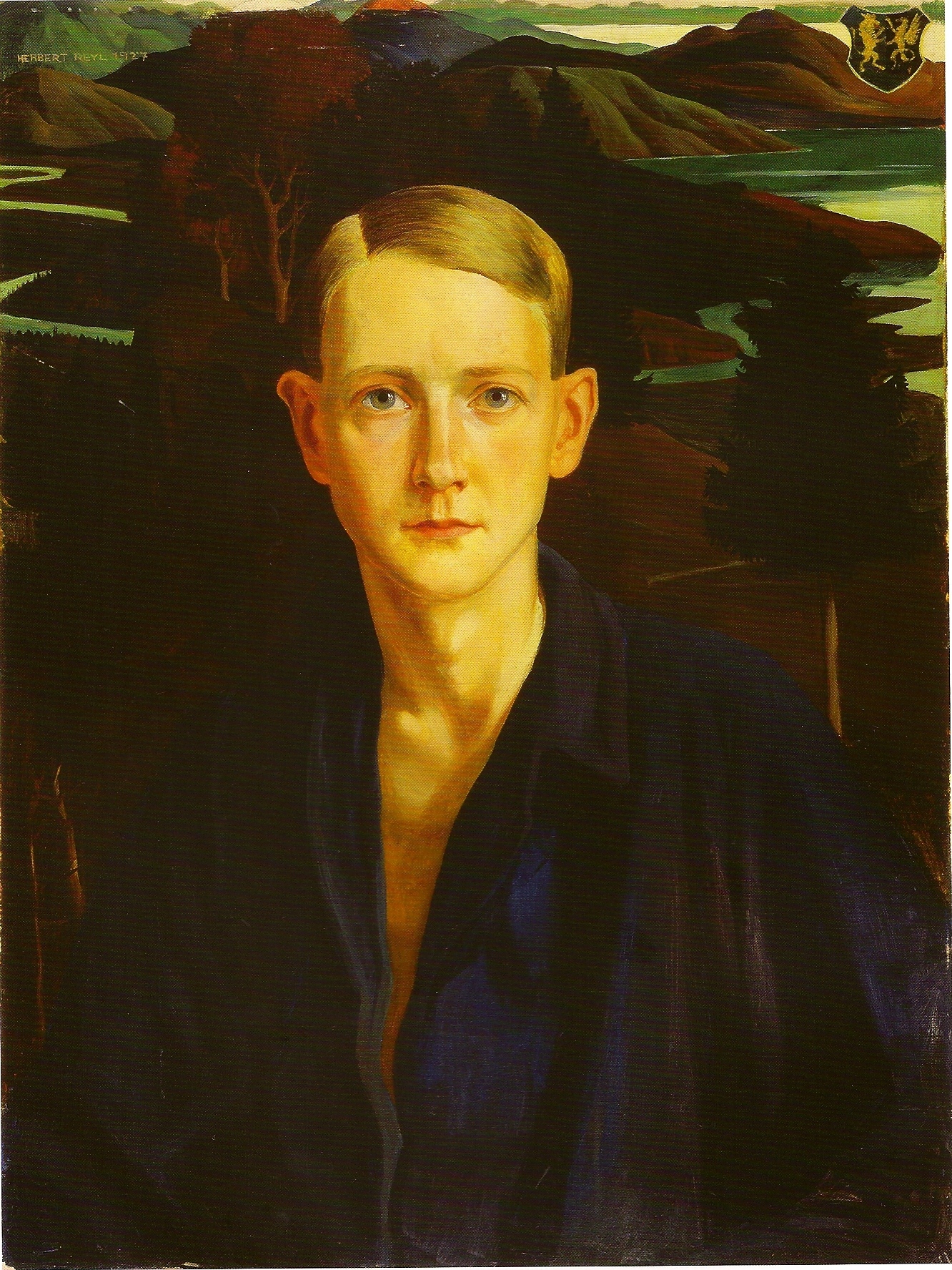
Selbstporträt 1927

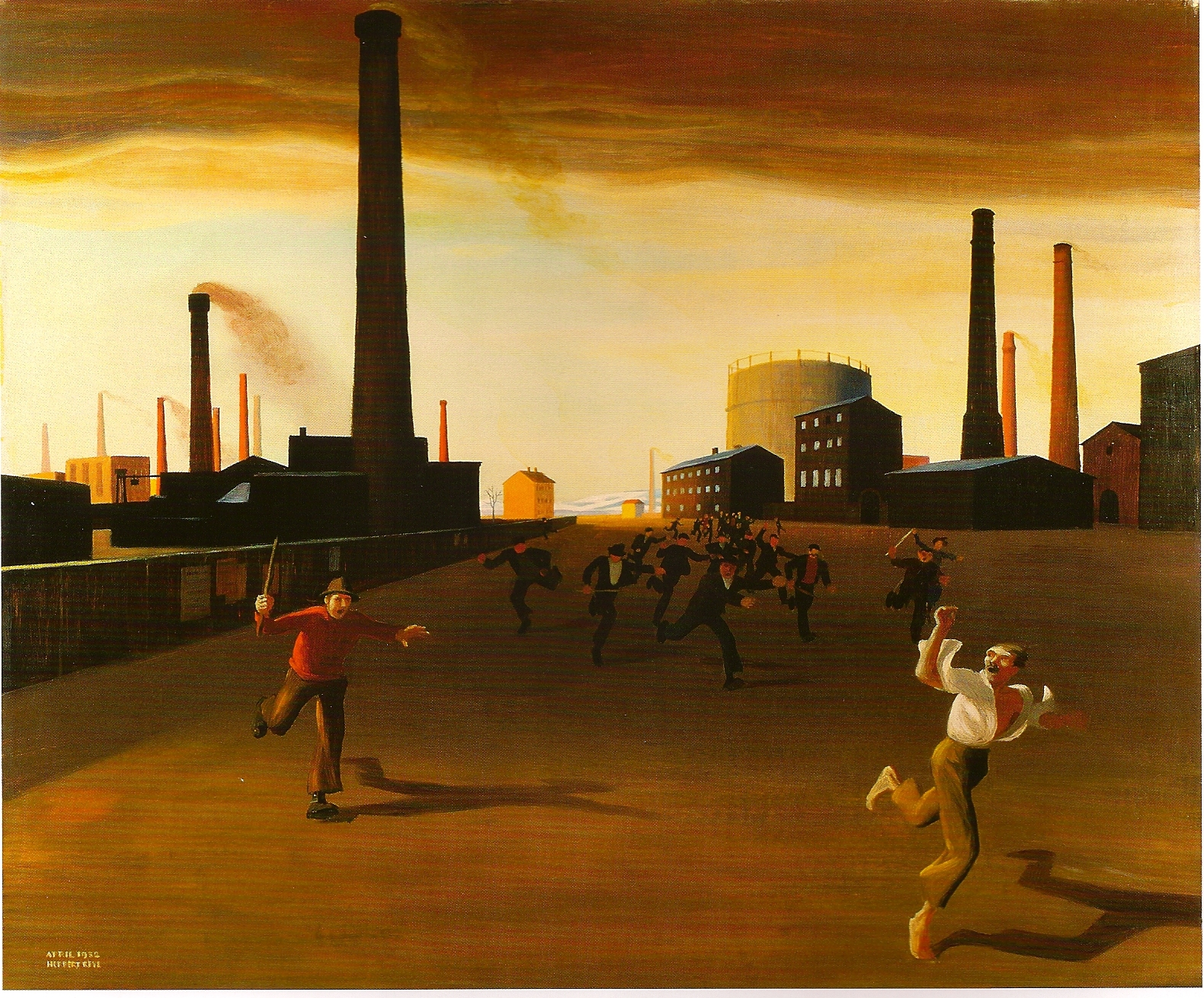
Die Verfolgung (1932)

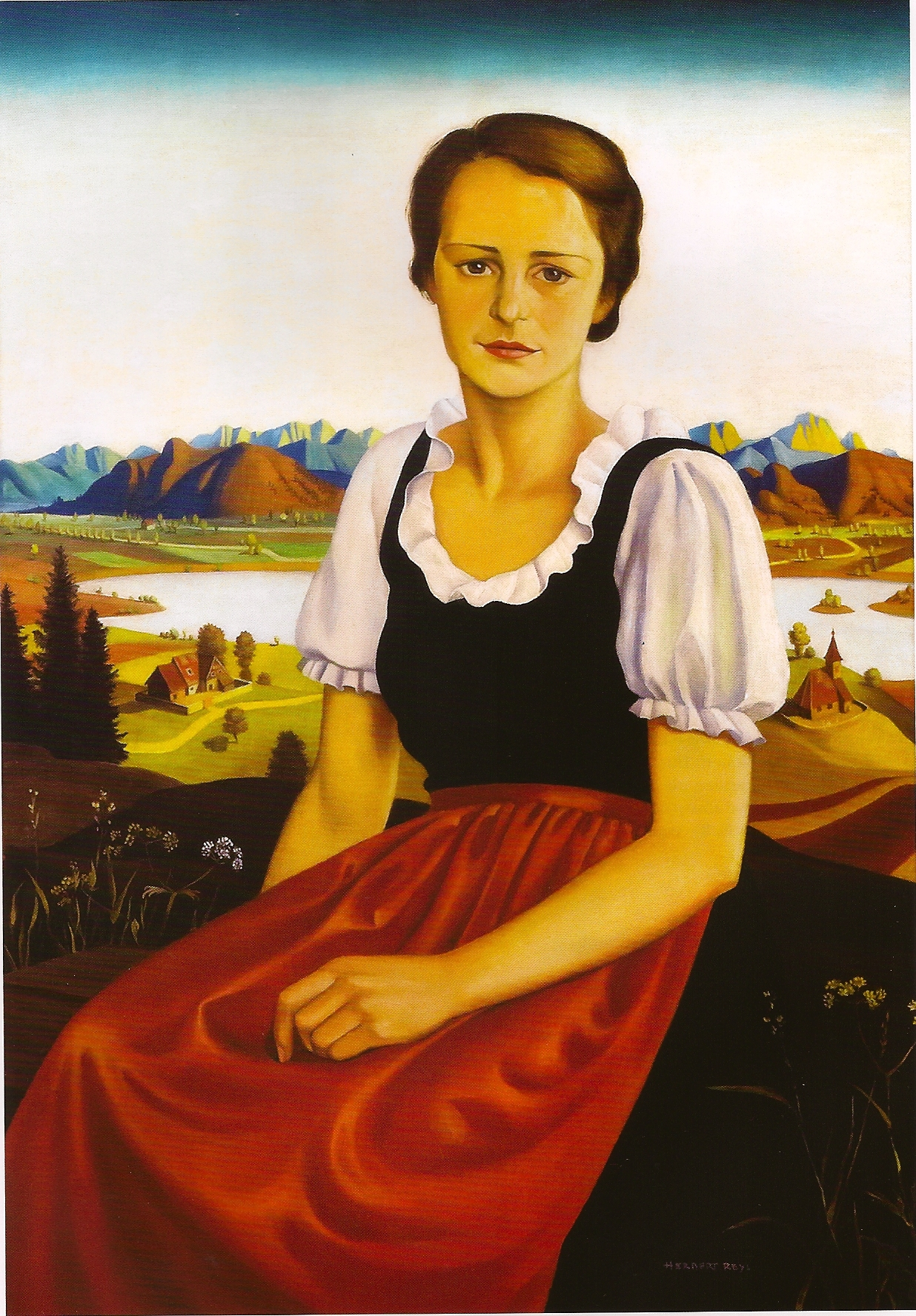
Mädchenbildnis vor Alpenlandschaft (um 1935)

Herbert Reyl-Hanisch von Greifenthal (geboren 28. Juli 1898 in Wien, Österreich-Ungarn; gestorben 11. Juni 1937 in Bregenz) war ein österreichischer Maler.

## Leben
Von Reyl-Hanisch war der Sohn eines österreichischen Berufssoldaten und wuchs daher unter anderem in Krakau und Prag auf. Sein Vater fiel bereits zu Beginn des Ersten Weltkriegs, er selbst war wegen eines Lungenleidens vom Militärdienst befreit. Ab 1917 studierte er, anfänglich an der Akademie der bildenden Künste in Wien bei Hans Tichy und dann an der Wiener Kunstgewerbeschule bei Wilhelm Müller-Hofmann (1885–1948). Mit dem Adelsaufhebungsgesetz änderte sich sein Name. Seit dem Studienabschluss 1920 arbeitete Reyl-Hanisch als freischaffender Künstler und lebte von der Landschafts- und Porträtmalerei.
Im Jahr 1923 beteiligte sich Reyl-Hanisch erstmals an einer Ausstellung der Wiener Secession. Er wurde in die Künstlerverbindung „Alte Welt“ aufgenommen. 1923, 1929, 1930 und 1933 bereiste er Italien, 1935 Großbritannien und die Niederlande. Er freundete sich um 1928 mit dem Maler Franz Sedlacek an. Um 1934 übersiedelte er nach Bregenz, erlitt aber gesundheitliche Rückschläge und starb an einem Blutsturz.

## Werke (Auswahl)
Einige seiner Werke waren vom 25. Januar bis 18. März 2001 in der Ausstellung Herbert v. Reyl-Hanisch (1898–1937), Werkauswahl im Ausstellungsraum des Institut für Kunstgeschichte der Universität Innsbruck und vom 23. März bis 29. April 2001 im Haus der Rohner-Privatstiftung, Lauterach/Bregenz zu sehen.
- Er fertigte Entwürfe für Buchumschläge, unter anderem für den Roman Der heiligste Krieg von Egmont Colerus.
- Sein Selbstporträt von 1927, das ihn in der blauen Jacke zeigt, wurde als Titelblatt für die italienische Übersetzung des Romans Förvillelser (dt. Verirrungen, italien. Smarrimenti) von Hjalmar Söderberg verwendet.[2]